# Tambor de Tacuarí

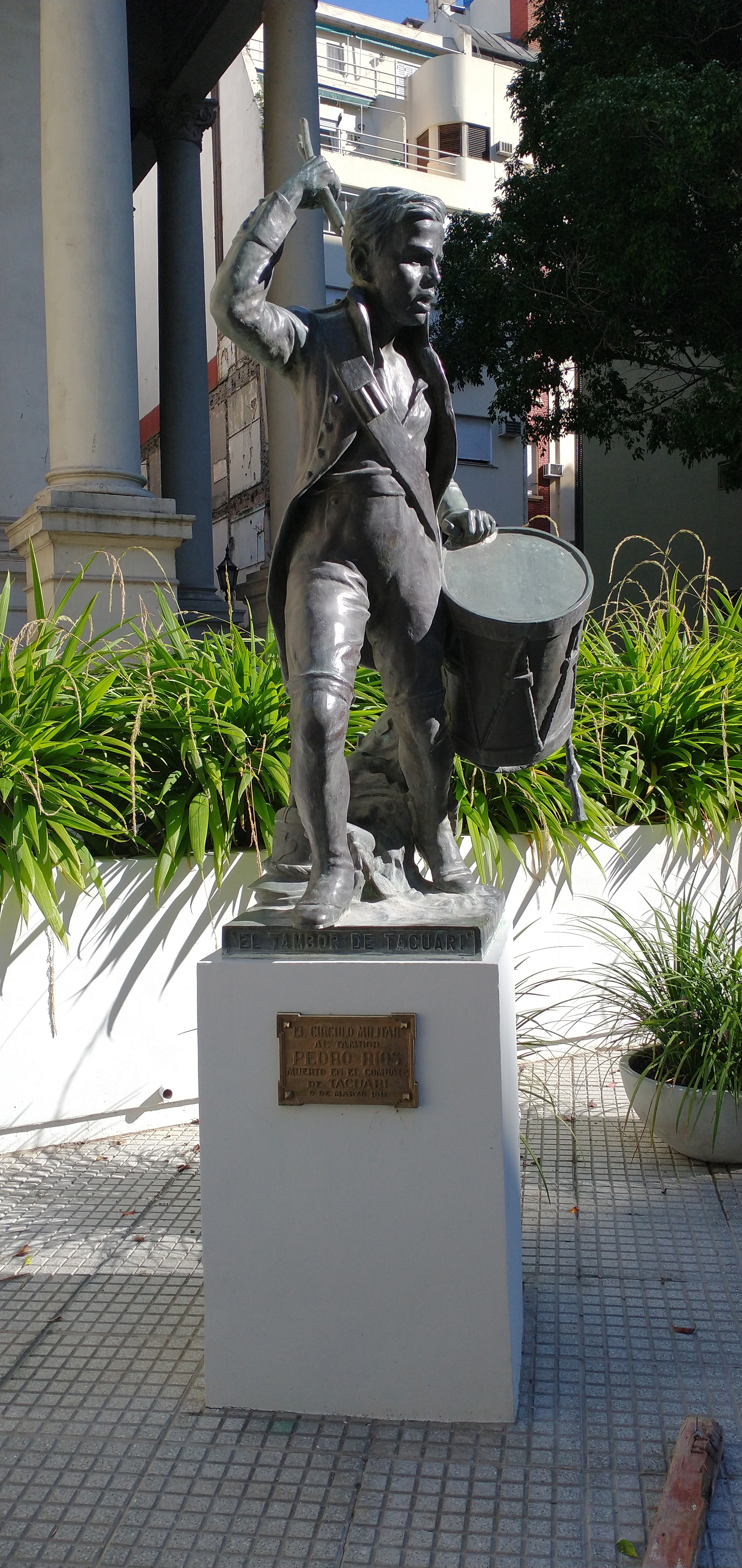
Escultura que representa a Pedro Ríos, el tambor de Tacuarí, en el Círculo Militar (Buenos Aires).

Pedro Ríos (Yaguareté-Corá, septiembre de 1798-Tacuarí, 9 de marzo de 1811), más conocido como el Tambor de Tacuarí, fue un niño que participó como soldado en el ejército de las Provincias Unidas del Río de la Plata, al mando de Manuel Belgrano, destacándose en la batalla de Tacuarí, donde murió en combate, tocando el tambor que alentaba a las tropas; de allí toma su apodo por el cual es conocido en la historiografía argentina.

## Biografía
Nació en septiembre de 1798 en Yaguareté-Corá ―aldea actualmente conocida como Concepción, en la provincia de Corrientes― siendo hijo de Antonio Ríos, un maestro rural. A pesar de la poca información que se tiene sobre Ríos, se conocen algunos datos gracias a la narración de Francisco Benítez, un cronista de Concepción, en su libro Homenaje justiciero, la estatua al Tambor del Tacuarí, que publicó en 1930.

### Expedición de Belgrano al Paraguay
El entonces coronel Manuel Belgrano, fue designado al mando de la expedición militar al Paraguay por la Primera Junta  para someterla a su autoridad. El 25 de noviembre de 1810 pasaron por el pueblo de Yaguareté Corá donde pararon por unos días. Allí incorporaron al ejército más soldados, en su mayoría aborígenes guaraníes. Luego de rezar en la capilla del pueblo, junto a la plana mayor, se presentó Ríos, que había cumplido doce años hacía apenas un par de meses y solicitó insistentemente unirse al ejército.
A pesar de la negativa inicial de Belgrano, luego de mantener una conversación con su padre Antonio, quien le manifestó: «No solo doy mi consentimiento, sino también ruego que lo acepte, porque yo, con mis 65 años de existencia, soy un hombre anciano y la entrega de mi hijo es la única ofrenda que puedo hacer a la Patria». El niño Ríos se incorporó al mando del mayor Celestino Vidal, a quien ―debido a que se encontraba limitado por ceguera―, le sirvió como lazarillo.
El bautismo de fuego de Pedro Ríos, se produjo el 19 de enero de 1811, en la batalla de Paraguarí, donde Belgrano sufrió su primera derrota. Cumplió funciones en la retaguardia fortificando las carretas del parque de armas y el hospital de campaña. Como el encargado del tambor se había sumado al combate, a partir de ese momento tomó las funciones de guía con el tambor.
Ya en marcha, el tamborilero iba a la vanguardia de la infantería y como niño que era, ignoraba el peligro que corría.
En la batalla de Tacuarí, Pedro Ríos continuó guiando al mayor Vidal y además tocando el tambor. Cumpliendo sus funciones, fue alcanzado por dos proyectiles de fusil en el pecho, cayendo herido de gravedad y falleciendo minutos después. Vidal dijo: «Lo recuerdo y me estremezco. Me parece estar viéndolo impasible avanzar a mi lado. Yo lo he visto caer y abandoné la lucha para socorrerlo. Murió de dos disparos en el pecho. Estoy seguro de que su muerte fue mi salvación, porque al detenerme, no caí como cayeron casi todos los del ala donde estábamos nosotros».

## Poema
En 1909, el poeta argentino Rafael Obligado le dedicó el poema titulado El Tambor de Tacuarí, que hasta la mitad del siglo XX fue recitado por miles de alumnos argentinos:
Es horrible aquel encuentro,
cien luchando contra mil,
¡un pujante remolino
de humo y llamas truena allí!
Ya no ríe el pequeñuelo,
suelta un terno varonil!
¡Echa su alma sobre el parche
y en redobles lo hace hervir!
Que es muñeca la muñeca
del Tambor de Tacuarí.
En 1912, el Consejo Nacional de Educación dispuso que en todas las escuelas argentinas se recordase anualmente al Tambor de Tacuarí para destacar su valor y abnegación.

## Homenajes

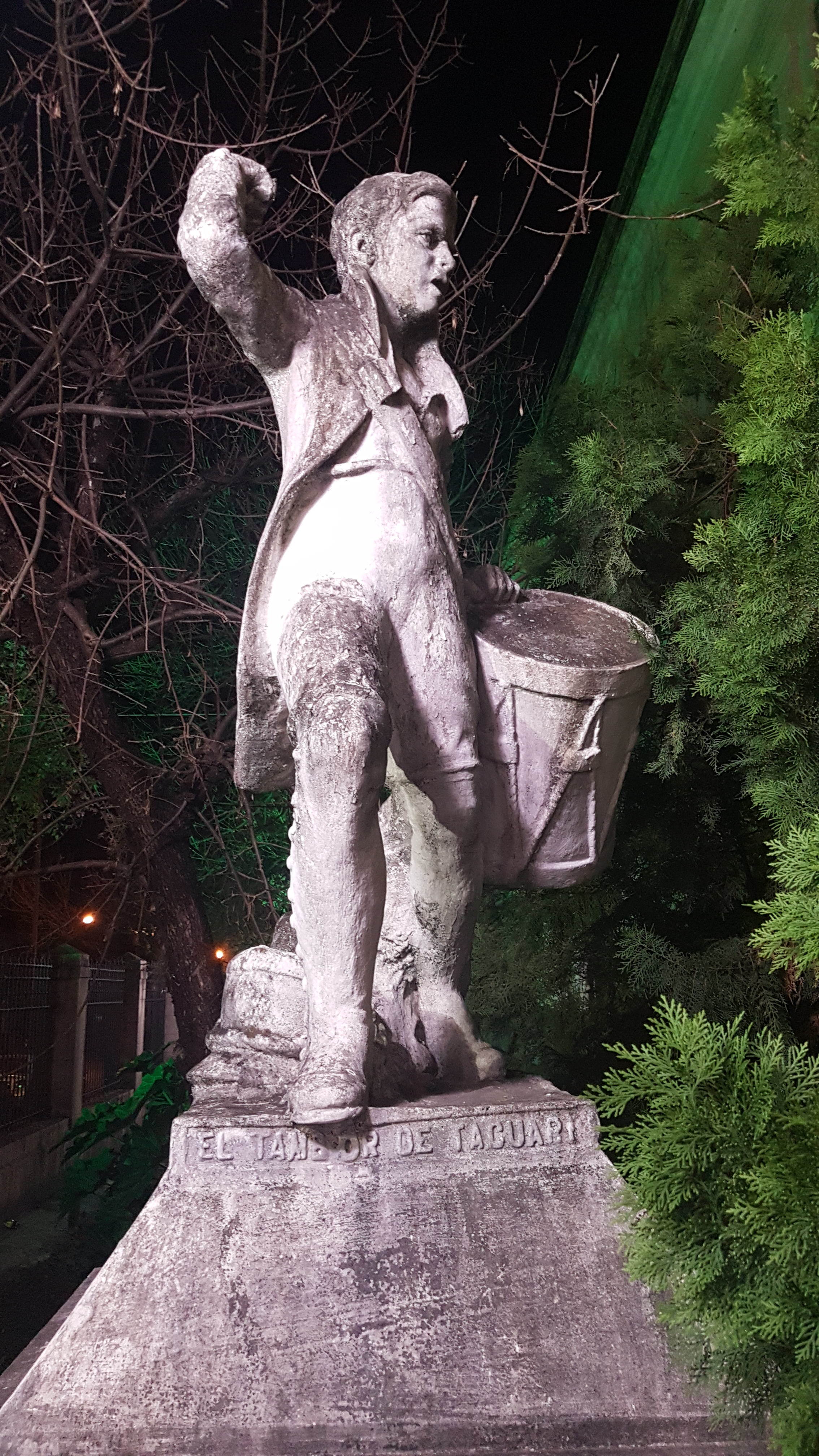
El Tambor de Tacuarí, monumento ubicado en la Escuela Normal, ciudad de Corrientes, Argentina.

Su heroísmo fue reconocido por el propio general Manuel Belgrano, quien en un descanso en tierra cordobesa, mientras lo trasladaban desde Tucumán a Buenos Aires, muy enfermo, recordó que a la fecha del combate de Tacuarí, el niño había adquirido una destreza aceptable tocando el tambor. La muerte del tamborilero afectó a Belgrano, ya que testigos reconocieron que el prócer lamentó la pérdida de la vida del niño en el mismo viaje a Buenos Aires.
Belgrano lo consideraba junto a las Niñas de Ayohúma, como los recuerdos más hermosos de su vida militar, puesto que estos niños en circunstancias adversas no habían claudicado.
En el Colegio Militar de la Nación, se encuentra una escultura del Tambor de Tacuarí, obra de Luis Perlotti. Una réplica de ella se halla en la plaza Veinticinco de Mayo de la ciudad de Concepción (Corrientes), el poblado donde nació, la cual fue inaugurada por el gobernador correntino Benjamín S. González.
Una importante avenida de la ciudad de Posadas (provincia de Misiones), fue bautizada «avenida Tambor de Tacuarí», en su honor.